# حديقة لندن للأزهار
حديقة لندن للزهور London Blossom Garden هي حديقة تذكارية لتكريم وفيات وضحايا جائحة كوفيد-19 في لندن في إنجلترا، حيث تم زرعها بالقرب من ملعب لندن في منطقة نيوهام بلندن.
يمثل النصب التذكاري أحياء لندن ال32 ومدينة لندن من خلال ثلاث دوائر مكونة من 33 شجرة مزهرة. تم اختيار أشجار الزهور عندما بدأ الوباء في لندن في مارس 2020، في فصل الربيع. تم زرعها بواسطة مؤسسة التراث القومي وتم تمويلها بواسطة بلومبيرغ إل بي.
في تصريح لعمدة لندن صادق خان: "بينما نواصل مكافحة الفيروس، فإننا نعمل على إنشاء نصب تذكاري حي ودائم لإحياء ذكرى أولئك الذين فقدوا أرواحهم، والإشادة بالعمل المذهل الذي يقوم به عمالنا الرئيسيون، وخلق مساحة لجميع سكان لندن للتفكير في تجربة الوباء". يهدف النصب التذكاري إلى أن يكون بمثابة "رمز لكيفية وقوف سكان لندن معًا لمساعدة بعضهم البعض".